# Conservancy Association
Der Verein zur Umwelterhaltung (englisch Conservancy Association) wurde 1968 gegründet und besteht als Nichtregierungsorganisation mit langer Geschichte in Hongkong.
Als Vertreter der nachhaltigen Entwicklung engagiert sich die Organisation für den Schutz der Umwelt und die Erhaltung des natürlichen und kulturellen Erbes. Sie steht für die Verbesserung der Lebensqualität der heutigen und der zukünftigen Generationen und will Sorge dafür tragen, dass Hongkong seiner regionalen und globalen Umweltverantwortung nachkommt. Die Organisation unterstützt angemessene Maßnahmen, beobachtet Regierungsaktivitäten, fördert Umweltbildung und engagiert sich für kommunale Mitbestimmung.